# قائمة مدارس الصم
هذه قائمة بالمدارس للصم، مرتبة حسب البلد.

## أفريقيا

### كينيا
- مدرسة القلوب المتواضعة
- مدرسة كيسي للصم

### تنزانيا
- معهد تابورا للصم والبكم

## الأمريكتين

### كندا
| مدرسة                          | مقرر | مدينة    | مقاطعة              | الدرجات                          | كنية                                                  |
| ------------------------------ | ---- | -------- | ------------------- | -------------------------------- | ----------------------------------------------------- |
| مدرسة ألبرتا للصم              | 1956 | إدمونتون | ألبرتا              | 1-12                             | النسور                                                |
| مدرسة كولومبيا البريطانية للصم | 2002 | برنابي   | كولومبيا البريطانية | رياض الأطفال حتى الصف الثاني عشر | الدببة الرمادية                                       |
| مدرسة إي سي دروري للصم         | 1963 | ميلتون   | أونتاريو            | رياض الأطفال حتى الصف الثاني عشر | سبارتان (المدرسة الثانوية) وبيفر (المدرسة الابتدائية) |
| مدرسة ماكاي للصم               | 1964 | مونتريال | كيبيك               | من الروضة إلى الصف السادس        |                                                       |
| مدرسة مانيتوبا للصم            | 2018 | وينيبيغ  | مانيتوبا            | ما قبل الروضة - الصف الثاني عشر  |                                                       |
| مدرسة مترو تورنتو للصم         | 1962 | تورنتو   | أونتاريو            | من الروضة إلى الصف الثامن        | التنانين                                              |
| مدرسة روبارتس للصم             | 1973 | لندن     | أونتاريو            | رياض الأطفال حتى الصف الثاني عشر | الصقور                                                |
| مدرسة السير جيمس ويتني للصم    | 1870 | بيلفيل   | أونتاريو            | رياض الأطفال حتى الصف الثاني عشر | الذئاب                                                |

### جامايكا
- جمعية جامايكا للصم (تأسست عام 1938)

### الولايات المتحدة
في الولايات المتحدة، تدير العديد من الولايات مدارس داخلية متخصصة، أو مدارس على مستوى الولاية مخصصة للصم، وكذلك للمكفوفين. وفي معظم الولايات، كانت هناك مدارس منفصلة لكل من الصم والمكفوفين، بينما جُمعت في بعضها ضمن مؤسسة واحدة.
في عام 2003، بالإضافة إلى ولاية نبراسكا، التي أغلقت مدرستها السكنية للصم في عام 1998، لم يكن لدى نيو هامبشاير ونيفادا مدارس تديرها الدولة للصم.

#### مدارس سكنية للصم
| مدرسة                                    | تأسست | مدينة            | ولاية              | درجات                                      | ألقاب               | مؤتمرات                |
| ---------------------------------------- | ----- | ---------------- | ------------------ | ------------------------------------------ | ------------------- | ---------------------- |
| معهد ألاباما للصم والمكفوفين             | ١٨٥٨  | تالاديجا         | ألاباما            | ما قبل الروضة - الصف الثاني عشر            | المحاربون الصامتون  | MDSDAA                 |
| مدرسة ليكسينغتون للصم                    | ١٨٦٤  | إيست إلمورست     | نيويورك            | ما قبل الروضة - الصف الثاني عشر            | بلو جايز            | ESDAA                  |
| مدرسة ولاية ألاسكا للصم وضعاف السمع      | ١٩٧٣  | أنكوراج          | ألاسكا             | ما قبل الروضة - الصف الثاني عشر            | أوتر                |                        |
| المدرسة الأمريكية للصم                   | ١٨١٧  | هارتفورد         | كونيتيكت           | K-12                                       | تايجرز              | ESDAA ١                |
| مدارس ولاية أريزونا للصم والمكفوفين      | ١٩١٢  | توسون            | أريزونا            | ما قبل الروضة - الصف الثاني عشر            | سنتينلز             | WSBC                   |
| مدرسة أركنساس للصم                       | ١٨٤٩  | ليتل روك         | أركنساس            | ما قبل الروضة - الصف الثاني عشر            | ليوباردز            | GPSD                   |
| مدرسة كاليفورنيا للصم، فريمونت           | ١٨٦٠  | فريمونت          | كاليفورنيا         | ما قبل الروضة - الصف الثاني عشر            | إيجلز               | كليرك كلاسيك           |
| مدرسة كاليفورنيا للصم، ريفرسايد          | ١٩٥٠  | ريفرسايد         | كاليفورنيا         | PIP-12                                     | أشبال               | كليرك كلاسيك           |
| مدرسة كولورادو للصم والمكفوفين           | ١٨٧٤  | كولورادو سبرينغز | كولورادو           | ما قبل الروضة-12                           | بولدوغز             | مستقل                  |
| مدرسة ديلاوير للصم                       | ١٩٢٩  | نيوارك           | ديلاوير            | K-12                                       | بلو هوكس            | ESDAA 1                |
| مدرسة شرق كارولاينا الشمالية للصم        | 1964  | ويلسون           | كارولاينا الشمالية | من مرحلة ما قبل الروضة إلى الصف الثاني عشر | مدرسة فايتنج هورنتس | MDSDAA                 |
| مدرسة فلوريدا للصم والمكفوفين            | ١٨٨٥  | سانت أوغسطين     | فلوريدا            | ما قبل الروضة - الصف الثاني عشر            | دراغونز             | MDSDAA                 |
| مدرسة جورجيا للصم                        | ١٨٤٦  | كيف سبرينغ       | جورجيا             | ما قبل الروضة - الصف الثاني عشر            | تايجرز              | MDSDAA                 |
| مدرسة الحاكم باكستر للصم                 | ١٩٥٧  | فالماوث          | مين                | ما قبل الروضة - الصف الثاني عشر            | آيلاندرز            | ESDAA 2                |
| مدرسة هاواي للصم والمكفوفين              | 1914  | هونولولو         | هاواي              | رياض الأطفال - الصف الثاني عشر             | دولفينز             | إندبندنت               |
| مدرسة أيداهو للصم والمكفوفين             | 1906  | غودينغ           | أيداهو             | رياض الأطفال - الصف الثاني عشر             | رابتورز             | WSBC                   |
| مدرسة إلينوي للصم                        | ١٨٣٩  | جاكسونفيل        | إلينوي             | ما قبل الروضة - الصف الثاني عشر            | تايجرز              | إندبندنت               |
| مدرسة إنديانا للصم                       | ١٨٤٣  | إنديانابوليس     | إنديانا            | ما قبل الروضة - الصف الثاني عشر            | أوريولز             | كليرك كلاسيك           |
| مدرسة آيوا للصم                          | ١٨٥٥  | كاونسل بلافز     | آيوا               | ما قبل الروضة - الصف الثاني عشر            | بوبكاتس             | GPSD                   |
| مدرسة ولاية كانساس للصم                  | ١٨٦١  | أولاث            | كانساس             | ما قبل الروضة - الصف الثاني عشر            | جاكرابيتس           | GPSD                   |
| مدرسة كنتاكي للصم                        | ١٨٢٣  | دانفيل           | كنتاكي             | ما قبل الروضة - الصف الثاني عشر            | كولونيلز            | MDSDAA                 |
| مدرسة لويزيانا للصم                      | ١٨٥٢  | باتون روج        | لويزيانا           | ما قبل الروضة - الصف الثاني عشر            | وار إيجلز           | MDSDAA                 |
| مدرسة ماريلاند للصم                      | ١٩٧٣  | كولومبيا         | ماريلاند           | ما قبل الروضة - الصف الثامن                | أوريولز             | ESDAA 1                |
| مدرسة ماريلاند للصم                      | ١٨٦٨  | فريدريك          | ماريلاند           | من الروضة إلى الصف الثاني عشر              | أوريولز             | ESDAA 1                |
| مدرسة ميشيغان للصم                       | ١٨٤٨  | فلينت            | ميشيغان            | من الروضة إلى الصف الثاني عشر              | تارتارز             | مستقل                  |
| أكاديمية ولاية مينيسوتا للصم             | ١٨٦٣  | فاريبولت         | مينيسوتا           | من الروضة إلى الصف الثاني عشر              | طروادة              | GPSD                   |
| مدرسة ميسيسيبي للصم                      | ١٨٥٤  | جاكسون           | ميسيسيبي           | من الروضة إلى الصف الثاني عشر              | بولدوغز             | MDSDAA                 |
| مدرسة ميسوري للصم                        | ١٨٥١  | فولتون           | ميزوري             | ما قبل الروضة - الصف الثاني عشر            | إيجلز               | منطقة كولومبيا         |
| مدرسة ثانوية نموذجية للصم                | ١٩٦٩  | واشنطن           | مقاطعة كولومبيا    | ٩-١٢                                       | إيجلز               | مدرسة كليرك الكلاسيكية |
| مدرسة مونتانا للصم والمكفوفين            | ١٨٩٣  | جريت فولز        | مونتانا            | ما قبل الروضة - الصف الثاني عشر            | موستانج             |                        |
| مدرسة ماري هـ. كاتزنباخ للصم             | ١٨٨٣  | ترينتون          | نيو جيرسي          | ما قبل الروضة - الصف الثاني عشر            | كولتس               | ESDAA 1                |
| مدرسة نيو مكسيكو للصم                    | ١٨٨٥  | سانتا فيه        | نيو مكسيكو         | ما قبل الروضة - الصف الثاني عشر            | رود رنرز            | GPSD                   |
| مدرسة ولاية نيويورك للصم                 | ١٨٧٥  | روما             | نيويورك            | ما قبل الروضة - الصف الثاني عشر            | طروادة              | ESDAA 2                |
| مدرسة كارولاينا الشمالية للصم            | 1894  | مورغانتون        | كارولاينا الشمالية | ما قبل الروضة - الصف الثاني عشر            | بيرز                | MDSDAA                 |
| مدرسة داكوتا الشمالية للصم               | 1890  | ديفلز ليك        | داكوتا الشمالية    | ما قبل الروضة - الصف الثاني عشر            | بولدوغز             | GPSD                   |
| مدرسة أوهايو للصم                        | 1829  | كولومبوس         | أوهايو             | ما قبل الروضة - الصف الثاني عشر            | سبارتانز            | ESDAA                  |
| مدرسة أوكلاهوما للصم                     | ١٩٠٧  | سولفور           | أوكلاهوما          | ما قبل الروضة - الصف الثاني عشر            | بايسون              | GPSD                   |
| مدرسة أوريغون للصم                       | ١٨٧٠  | سالم             | أوريغون            | من الروضة - الصف الثاني عشر                | بانثرز              | WSBC                   |
| مدرسة روتشستر للصم                       | ١٨٧٦  | روتشستر          | نيويورك            | من رياض الأطفال إلى الصف الثاني عشر        | وايلدكاتس           | ESDAA 2                |
| مدرسة كارولاينا الجنوبية للصم والمكفوفين | ١٨٤٩  | سبارتانبرغ       | كارولاينا الجنوبية | من رياض الأطفال إلى الصف الثاني عشر        | هورنتس              | MDSDAA                 |
| مدرسة تينيسي للصم                        | ١٨٤٥  | نوكسفيل          | تينيسي             | من رياض الأطفال إلى الصف الثاني عشر        | فايكنجز             | MDSDAA                 |
| مدرسة تكساس للصم                         | ١٨٥٦  | أوستن            | تكساس              | ما قبل الروضة - الصف الثاني عشر            | رينجرز              | كليرك كلاسيك           |
| مركز تعليم الصم                          | ١٩٧٠  | فرامنغهام        | ماساتشوستس         | ما قبل الروضة - الصف الثاني عشر            | الأشباح الراكضة     | ESDAA 1                |
| مدرسة يوتا للصم والمكفوفين               | ١٨٨٤  | أوغدن            | يوتا               | ما قبل الروضة - الصف الثاني عشر            | إيجلز               | WSBC                   |
| مدرسة فرجينيا للصم والمكفوفين            | ١٨٣٩  | ستاونتون         | فرجينيا            | ما قبل الروضة - الصف الثاني عشر            | كاردينالز           | MDSDAA                 |
| مدرسة واشنطن للصم                        | ١٨٨٦  | فانكوفر          | واشنطن             | الروضة - الصف الثاني عشر                   | تيريرز              | WSBC                   |
| مدارس فرجينيا الغربية للصم والمكفوفين    | ١٨٧٠  | رومني            | فيرجينيا الغربية   | ما قبل الروضة - الصف الثاني عشر            | ليونز               | ESDAA 2                |
| مدرسة غرب بنسلفانيا للصم                 | 1869  | إيدجوود          | بنسلفانيا          | ما قبل الروضة - الصف الثاني عشر            | ليونز               | ESDAA 1                |
| مدرسة ويسكونسن للصم                      | 1852  | ديلافان          | ويسكونسن           | ما قبل الروضة - الصف الثاني عشر            | فايربيردز           | GPSD                   |

#### مدارس الصم النهارية
| مدرسة                                                        | تأسست              | المدينة       | الولاية         | الصفوف                                     | الألقاب        | المؤتمرات |
| ------------------------------------------------------------ | ------------------ | ------------- | --------------- | ------------------------------------------ | -------------- | --------- |
| 47 المدرسة الأمريكية للغة الإشارة واللغة الإنجليزية الثانوية | 1908 (سبتمبر 2005) | مدينة نيويورك | ولاية نيويورك   | 9-12                                       |                |           |
| مدرسة منطقة أتلانتا للصم                                     | 1972               | كلاركستون     | ولاية جورجيا    | من رياض الأطفال إلى الصف الثاني عشر        | فريق بانثرز    | مستقل     |
| مدرسة بيفرلي للصم                                            | ١٨٧٦               | بيفرلي        | ماساتشوستس      | ما قبل الروضة - الصف الثاني عشر            |                |           |
| المعهد المركزي للصم                                          | ١٩١٤               | سانت لويس     | ميزوري          | ما قبل الروضة - الصف السادس                |                |           |
| مدارس كلارك للسمع والنطق                                     | ١٨٦٧               | نورثامبتون    | ماساتشوستس      | ما قبل الروضة - الصف الثامن                |                |           |
| مدارس كلارك للسمع والنطق                                     | 1995               | بوسطن         | ماساتشوستس      | ما قبل الروضة                              |                |           |
| مدارس كلارك للسمع والنطق                                     | 1996               | جاكسونفيل     | فلوريدا         | ما قبل الروضة                              |                |           |
| مدارس كلارك للسمع والنطق                                     | 1999               | مدينة نيويورك | نيويورك         | ما قبل الروضة                              |                |           |
| مدارس كلارك للسمع والنطق                                     | 2001               | فيلادلفيا     | بنسلفانيا       | ما قبل الروضة                              |                |           |
| مدرسة هوراس مان للصم وضعاف السمع                             | 1869               | ألستون        | ماساتشوستس      | ما قبل الروضة - الصف الثاني عشر            | كوجرز          |           |
| مدرسة جان ماسيو للصم                                         | 1999               | سولت ليك سيتي | يوتا            | ما قبل الروضة - الصف الثاني عشر            |                |           |
| مدرسة كيندال التجريبية الابتدائية                            | ١٨٥٧               | واشنطن        | مقاطعة كولومبيا | ما قبل الروضة - الصف الثامن                | وايلدكاتس      |           |
| مدرسة ومركز ليكسينغتون للصم                                  | ١٨٦٥               | مدينة نيويورك | نيويورك         | ما قبل الروضة - الصف الثاني عشر            | بلو جايز       |           |
| مدرسة مارلتون                                                | ١٩٦٨               | لوس أنجلوس    | كاليفورنيا      | من رياض الأطفال إلى الصف الثاني عشر        | إيجلز          |           |
| مدرسة مترو للصم                                              | ١٩٩٣               | سانت بول      | مينيسوتا        | ما قبل الروضة إلى الصف الثاني عشر          | تشيتا          |           |
| مركز موغ لتعليم الصم                                         | ١٩٩٦               | سانت لويس     | ميزوري          | ما قبل الروضة إلى الصف الثاني عشر          |                |           |
| مدرسة نيويورك للصم                                           | ١٨١٧               | وايت بلينز    | نيويورك         | ما قبل الروضة - الصف الثاني عشر            | غولدن تورنادوز |           |
| مدرسة بنسلفانيا للصم                                         | ١٨٢٠               | فيلادلفيا     | بنسلفانيا       | ما قبل الروضة - الصف الثاني عشر            | بانثرز         |           |
| مدرسة فينيكس النهارية للصم                                   | ١٩٦٧               | فينيكس        | أريزونا         | ما قبل الروضة - الصف الثاني عشر            | رود رنرز       | WSBC      |
| مدرسة رود آيلاند للصم                                        | ١٨٧٦               | بروفيدنس      | رود آيلاند      | ما قبل الروضة - الصف الثاني عشر            | روسترز         |           |
| مدرسة سانت ريتا للصم                                         | ١٩١٥               | سينسيناتي     | أوهايو          | ما قبل الروضة - الصف الثاني عشر            |                |           |
| مدرسة ساميت للخطابة                                          | ١٩٦٧               | نيو بروفيدنس  | نيو جيرسي       | ما قبل المدرسة                             |                |           |
| مدرسة تاكر ماكسون                                            | ١٩٤٧               | بورتلاند      | أوريغون         | ما قبل الروضة - الصف الخامس                |                |           |
| مدرسة غرب تينيسي للصم                                        | ١٩٨٦               | جاكسون        | تينيسي          | ما قبل الروضة - الصف السادس                |                |           |
| مدرسة ويلي روس للصم                                          | ١٩٦٧               | لونغ ميدو     | ماساتشوستس      | من مرحلة ما قبل الروضة إلى الصف الثاني عشر |                |           |

#### مدارس الصم المعطلة
| مدرسة                                                           | تأسست | مغلقة | المدينة    | الولاية            | الصفوف                            |
| --------------------------------------------------------------- | ----- | ----- | ---------- | ------------------ | --------------------------------- |
| مدرسة أوستين للصم                                               | ١٩٠٤  | ٢٠١٤  | براتلبورو  | فيرمونت            | ما قبل الروضة - الصف الثاني عشر   |
| مدرسة بوسطن للصم                                                | ١٨٩٩  | ١٩٩٤  | راندولف    | ماساتشوستس         | ما قبل الروضة - الصف الثاني عشر   |
| مدرسة كارولاينا الشمالية المركزية للصم                          | ١٩٧٥  | ٢٠٠٠  | غرينزبورو  | كارولاينا الشمالية | من الروضة إلى الصف الثامن         |
| مدرسة ديترويت النهارية للصم                                     | ١٨٩٣  | ٢٠١٢  | ديترويت    | ميشيغان            | من الروضة إلى الصف الثامن         |
| مدرسة كارولاينا الشمالية للصم والمكفوفين الملونين               | ١٨٦٩  | ١٩٦٧  | رالي       | كارولاينا الشمالية | من الروضة إلى الصف الثامن         |
| مدرسة نبراسكا للصم                                              | ١٨٦٩  | ١٩٩٨  | أوماها     | نبراسكا            | من الروضة إلى الصف الثاني عشر     |
| مدرسة سكرانتون الحكومية للصم                                    | ١٨٨٠  | ٢٠٠٩  | سكرانتون   | بنسلفانيا          | ما قبل الروضة إلى الصف الثاني عشر |
| مدرسة داكوتا الجنوبية للصم                                      | ١٨٨٠  | ٢٠١١  | سيوكس فولز | داكوتا الجنوبية    | ما قبل الروضة إلى الصف الثاني عشر |
| مدرسة تكساس للمكفوفين والصم والأيتام                            | ١٨٨٧  | ١٩٦٥  | أوستن      | تكساس              | ما قبل الروضة - الصف الثامن       |
| مدرسة فرجينيا للصم والمكفوفين وذوي الإعاقات المتعددة في هامبتون | ١٩٠٩  | ٢٠٠٨  | هامبتون    | فرجينيا            | ما قبل الروضة - الصف الثاني عشر   |
| مدرسة وايومنغ للصم                                              | ١٩٦١  | ٢٠٠٠  | كاسبر      | وايومنغ            | ما قبل الروضة - الصف الثاني عشر   |

التعليم العالي
- جامعة جالوديت
- المعهد التقني الوطني للصم (تأسس عام 1965)
- جامعة ولاية كاليفورنيا، نورثريدج

المنظمات الترفيهية
- رؤية المشروع

### أراضي الولايات المتحدة
- المدرسة الإنجيلية للصم (بورتوريكو)

## آسيا

### الهند
- مدرسة أغوستينو فيسيني الخاصة
- دار الدكتور إم جي آر للرعاية المنزلية والمدرسة الثانوية العليا لضعاف السمع والنطق
- براتيكشا (مدرسة خاصة)

### اليابان
- مدرسة محافظة فوكوي للصم
- مؤسسة الجامعة الوطنية جامعة تسوكوبا للتكنولوجيا (برنامج الصم)
- المدرسة المركزية للصم

### كوريا
- مدرسة غوانغجو إينهوا

### ماليزيا
- SMK Pendidikan Khas Persekutuan

### نيبال
- مدرسة ناكسال للصم

### باكستان
- مؤسسة خدمات التعليم العائلي (برنامج الوصول للصم)
- مدرسة إيدا ريو

### فيلبيني
- أكاديمية بوهول للصم
- مؤسسة كلية كاب
- دي لا سال – كلية سانت بينيلد
- الرابطة الدولية لتعليم الصم
- معهد مانيلا المسيحي للحاسوب للصم
- كلية مريم

## أوروبا

### فرنسا
- المعهد الوطني للشباب في باريس

### إيطاليا
- معهد أنطونيو بروفولو للصم

### أيرلندا
- مؤسسة كليرمونت

### السويد
- مدرسة مانيللا
- مدرسة بيرجيتا

### المملكة المتحدة
- محكمة بولميرشي (تقدم درجة البكالوريوس في الفنون المسرحية والتعليم ودراسات الصم) [2]
- مركز دراسات الصم، بريستول
- كلية دونالدسون
- مدارس جوردانستاون
- مدرسة ماري هير
- جمعية الصم في نوتنغهامشاير
- مدرسة أوفينجدين هول (1891-2001)
- صندوق الصدف
- مدرسة القديس يوحنا الكاثوليكية للصم

## أوقيانوسيا

### أستراليا
- المعهد الملكي للأطفال الصم والمكفوفين
- كلية فيكتوريا للصم

### نيوزيلندا
- مركز كيلستون لتعليم الصم
- كلية فان آش

## روابط خارجية
- المدارس والبرامج للطلاب الصم وضعاف السمع في الولايات المتحدة
- مدارس الإقامة الحكومية الأمريكية للصم
- دليل الصم العالمي - مدارس الصم